# リーガグランドホテル
リーガグランドホテルは、かつて大阪府大阪市北区中之島二丁目に存在したリーガロイヤルホテルチェーンのホテル。元々は大阪グランドホテルだった。2008年3月31日閉館。

## 概要
経営会社は株式会社朝日ビルディングで、株式会社ロイヤルホテルが管理運営を受託していた。
フェスティバルホール、リサイタルホール、並びに日刊スポーツ大阪本社等が入っている新朝日ビル内にあった。開業当時は東洋一のホテルとも呼ばれ、フェスティバルホールで演奏会を開いたカラヤンやバーンスタインなど多くの世界的な音楽家や文化人も利用した。
しかし、新朝日ビルは老朽化を理由に2009年度中に解体され、2013年に高さ200mの超高層ビル（中之島フェスティバルタワー）に建替えられることが決まったため、ホテルも2008年3月31日に閉館することとなった。
2014年、朝日新聞社は向かい側の旧朝日新聞ビル・大阪朝日ビル跡に建設される「中之島フェルティバルタワーウエスト」内に、ロイヤルホテル運営の新しいホテルを2017年に開業させることを発表した。新ホテルは同タワーの33〜40階に170室を設置、全室が面積50平方メートル以上の高級ホテルとなる予定であったが、交渉が不調に終わり、結局コンラッド・ホテルが進出した。

## 沿革
- 1958年 - 4月5日、大阪グランドホテルとして開業。
- 1997年 - 4月より、大阪グランドホテルからリーガグランドホテルに名称変更。
- 1999年 - 朝日ビルディングが経営権を取得。
- 2008年 - 新朝日ビルの建て替えに伴い、3月31日をもって閉鎖、50年の歴史に幕を下ろした。